# Christopher Christian Karsten
Christopher Christian Karsten, född 9 september 1756 i Ystad, död 6 augusti 1827 i Drottningholm, var en svensk operasångare (tenor).

## Biografi och karriär
När Karsten sjöng för drottning Lovisa Ulrika 1771 blev hon så imponerad att hon såg till att han fick studera musik i Stockholm. Han uppträdde med Carl Stenborg och Elisabeth Olin 1773 i den berömda föreställningen Thetis och Pelée och var sedan anställd vid den nygrundade Operan i Stora Bollhuset som körsångare.
Han debuterade 1776 i titelrollen i operabaletten Adonis och skickades sedan att studera under Potenza i Köpenhamn. När han återvände till Stockholm 1778 blev han Sveriges största operasångare ända fram till 1806. Han berömdes både för sin rösts och sin kropps skönhet. Han valdes in i Musikaliska Akademien 1787, utnämndes till hovsångare och fick 1791 titeln hovsekreterare. Bland rollerna kan nämnas Azor i Zemire och Azor, Achilles i Iphigénie i Auliden, Pylades i Iphigénie i Tauriden, Ataliba i Cora och Alonzo och Christjern i Gustaf Wasa.
Vid sin debut 1776 fick han kritiken: Ändtligen har direktören vid operan fått en rival åt herr Carl Stenborg uti unge Karsten, som sjungit och spelat mycket väl uti Adonis. Utom dess klädd och sminkad äger han en behaglig fysionomi, vacker figur, lång och smärt. Han betraktades som: en seger oändligt stor för herr Zibet, men en créve-coeur för fru Olin, som måste spela emot en gosse, hvilken togs utur kören. Karsten och Stenborg var under hela den gustavianska tiden Sveriges manliga stjärnor.
Han turnerade också utomlands. Han uppträdde 1783 i Köpenhamn, 1788 i Berlin, 1792 i London och 1810–1811 i Paris och var den första svenska operasångare med en internationell karriär; som den första kvinnliga räknas Justina Casagli. Då Operan stängdes 1806 avskedades han liksom den övriga personalen; efter att den öppnade igen 1812, uppträdde han som gästaktör fram till 1825.
Karsten var förlovad med Marie Louise Marcadet men bröt förlovningen och gifte sig med skådespelaren Sophie Stebnowska från Polen (1753–1848), också hon ansedd som en av de främsta förmågorna vid Operan fram till 1806. Han blev far till Sophie Karsten, (dansare vid Operan 1805–1806 som gifte sig med Filippo Taglioni och var mor till Marie Taglioni) och till konstnären Elisabeth Charlotta Karsten.

## Roller
| År   | Roll                             | Produktion                     | Regi | Teater                  |
| ---- | -------------------------------- | ------------------------------ | ---- | ----------------------- |
| 1780 | Alcindor                         | Arsène                         |      | Stora Bollhuset         |
| 1781 | Översteprästen                   | Alceste                        |      | Stora Bollhuset         |
| 1781 | Roland                           | Roland                         |      | Stora Bollhuset         |
| 1783 | Pylades                          | Iphigenie uti Tauriden         |      | Gustavianska operahuset |
| 1784 | Celenus                          | Atis                           |      | Gustavianska operahuset |
| 1786 | Kristian II                      | Gustaf Wasa                    |      | Gustavianska operahuset |
| 1787 | Ubald                            | Armide                         |      | Gustavianska operahuset |
| 1787 | Orest                            | Electra                        |      | Gustavianska operahuset |
| 1788 | Ataliba                          | Cora och Alonzo                |      | Gustavianska operahuset |
| 1788 | Gustaf Adolf                     | Gustaf Adolph och Ebba Brahe   |      | Gustavianska operahuset |
| 1793 | Folke                            | Folke Birgersson till Ringstad |      | Gustavianska operahuset |
| 1793 | Alvar                            | Azemia                         |      | Gustavianska operahuset |
| 1793 | Översteprästen i Musernas tempel | Alcides inträde i världen      |      | Arsenalsteatern         |
| 1794 | Greve Rosenhjel                  | Det farliga förtroendet        |      | Gustavianska operahuset |
| 1795 | Levinski                         | Lodoiska                       |      | Gustavianska operahuset |
| 1796 | Ferdinand                        | De gamle friarne               |      | Gustavianska operahuset |
| 1796 | Renaud                           | Renaud d'Ast                   |      | Gustavianska operahuset |
| 1796 | Saint Phar                       | Caravanen                      |      | Gustavianska operahuset |
| 1799 | Jarbas                           | Aeneas i Carthago              |      | Gustavianska operahuset |
| 1800 | Hertig Alberti                   | Camilla                        |      | Gustavianska operahuset |
| 1800 | Oedipe                           | Oedipe i Athen                 |      | Gustavianska operahuset |
| 1801 | Renaud                           | Renaud                         |      | Gustavianska operahuset |
| 1803 | Polykrates                       | Anakreon på Samos              |      | Gustavianska operahuset |
| 1803 | Sten Persson Wollmar, torpare    | Torparen                       |      | Arsenalsteatern         |
| 1803 | Greve Armand                     | Vattendragaren                 |      | Arsenalsteatern         |